# Provincia de Taurirt
La provincia de Taurirt (en árabe: تاوريرت‎, en lenguas bereberes: ⵜⴰⵡⵔⵉⵔⵜ, en francés: Taourirt) es una de las provincias de Marruecos, parte de la región Oriental. Tiene 233 188 habitantes censados en 2014.

## División administrativa
La provincia de Taurirt consta de tres municipios y once comunas:

### Municipios
- Taurirt
- Debdou
- El Aioun Sidi Mellouk

### Comunas
- Ahl Oued Za
- Ain Lehjer
- El Atef
- Gteter
- Mechraa Hammadi
- Melg El Ouidane
- Mestegmer
- Oulad M'Hammed
- Sidi Ali Belkassem
- Sidi Lahsen
- Tancherfi